# Сыединение
Сыединение (болг. Съединение) — город в Болгарии. Находится в Пловдивской области, входит в общину Сыединение. Население составляет 5 897 человек.До 1969 года носил название Голямо Конаре.

## Политическая ситуация
Кмет (мэр) общины Сыединение — Атанас Балкански(ГЕРБ болг.(Граждани за европейско развитие на България)) по результатам выборов в правление общины.